# Soyuz TMA-05M
Soyuz TMA-05M foi uma missão espacial à Estação Espacial Internacional e a 114ª missão de uma nave russa Soyuz. A nave levou à ISS três astronautas para participarem das Expedições 32 e 33 na estação.
O lançamento e a acoplagem da nave com os integrantes da expedição, coincidiu com o 37º aniversário do Programa Apollo-Soyuz, o primeiro acoplamento entre uma nave espacial americana e uma russa no espaço, realizado entre 14 e 17 de julho de 1975.
A nave permaneceu acoplada à estação por seis meses para servir como veículo de escape em caso de emergência e retornou à Terra com seus tripulantes em 19 de novembro de 2012.

## Tripulação
| Posição             | Cosmo/Astronauta |
| ------------------- | ---------------- |
| Comandante          | Yuri Malenchenko |
| Engenheira de voo 1 | Sunita Williams  |
| Engenheiro de voo 2 | Akihiko Hoshide  |

## Parâmetros da Missão
- Massa: 7.200 kg
- Perigeu: 403 km
- Apogeu: 428 km
- Inclinação: 51,60°
- Período orbital: 92,90 minutos

## Insígnia da missão
A insígnia mostra a espaçonave entrando em órbita iluminada pelo sol nascente, num desenho em estilo art déco. As linhas verticais em azul e preto ao fundo, remetem a desenho similar existente na bandeira da Força Aérea Russa. As três estrelas simbolizam os três tripulantes, e sua forma é igual a de um monumento existente nos jardins do Centro de Treinamento de Cosmonautas Yuri Gagarin, na Cidade das Estrelas. Ela foi criada por Luc van den Abeelen.

## Lançamento e acoplagem
A nave foi lançada às 08:40 (hora local) de 15 de julho de 2012 do Cosmódromo de Baikonur, no Casaquistão. A nave Soyuz acoplou-se com  o módulo Rassvet da ISS às 04:51 (UTC) de 17 de julho, seguindo-se a abertura das escotilhas entre a nave e o módulo, e a recepção de boas-vindas feitas pela tripulação da ISS aos novos integrantes da expedição.
Com a desacoplagem da Soyuz TMA-04M em 16 de setembro, a TMA-05 permaneceu sozinha na ISS com seus três tripulantes até a chegada da Soyuz TMA-06M, trazendo os demais astronautas de Expedição 33, que começou após sua chegada.

## Retorno
A nave fez a desacoplagem da Estação Espacial em 18 de novembro de 2012 às 22:26 (GMT), levando a bordo Hoshide, Malenchenko e Williams, e pousou suavemente no Casaquistão às 01:53 (GMT) do dia seguinte. A separação da nave da ISS marcou o encerramento da Expedição 33 e o início da Expedição 34 na estação.

## Galeria

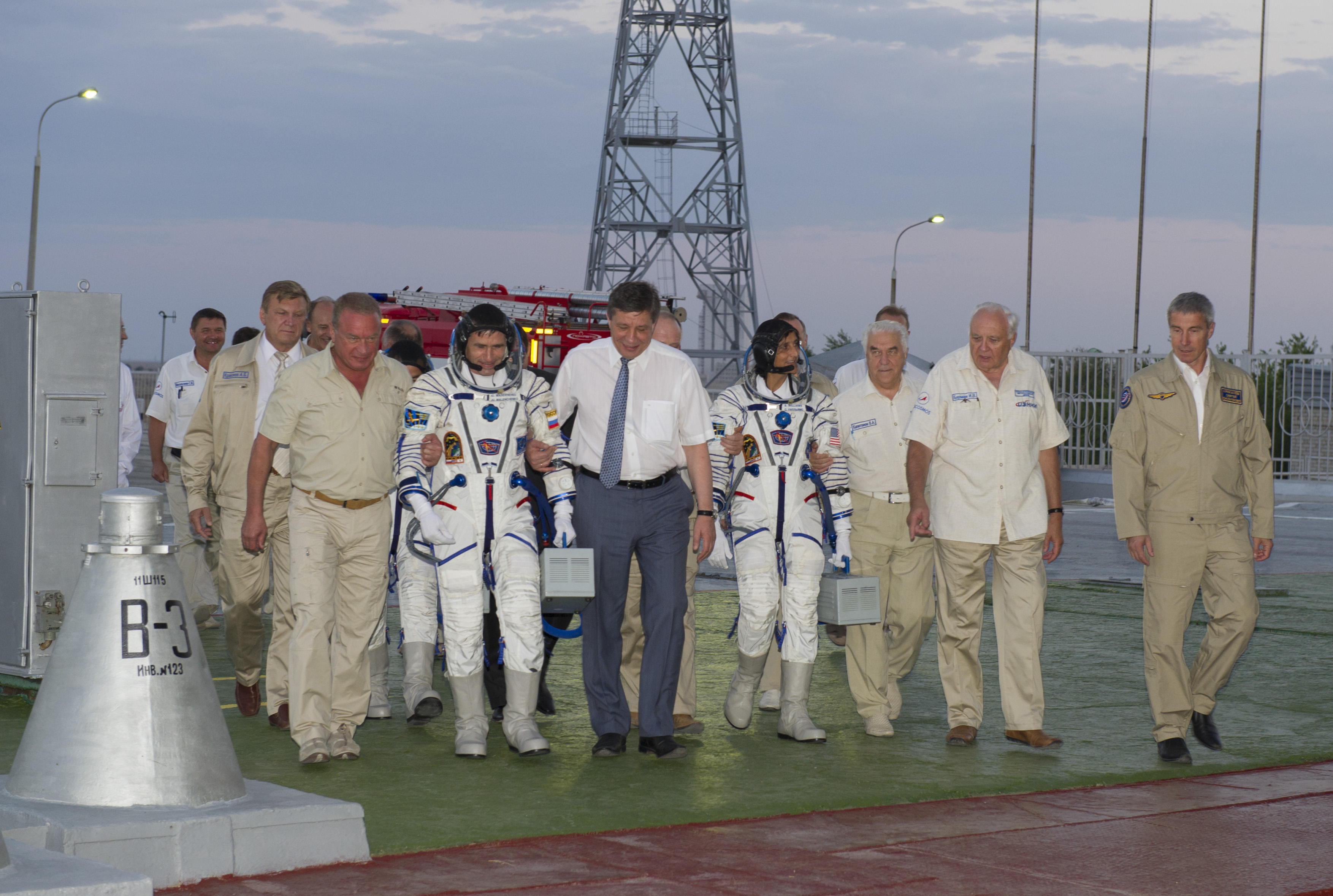
Tripulação a caminho do foguete de lançamento.
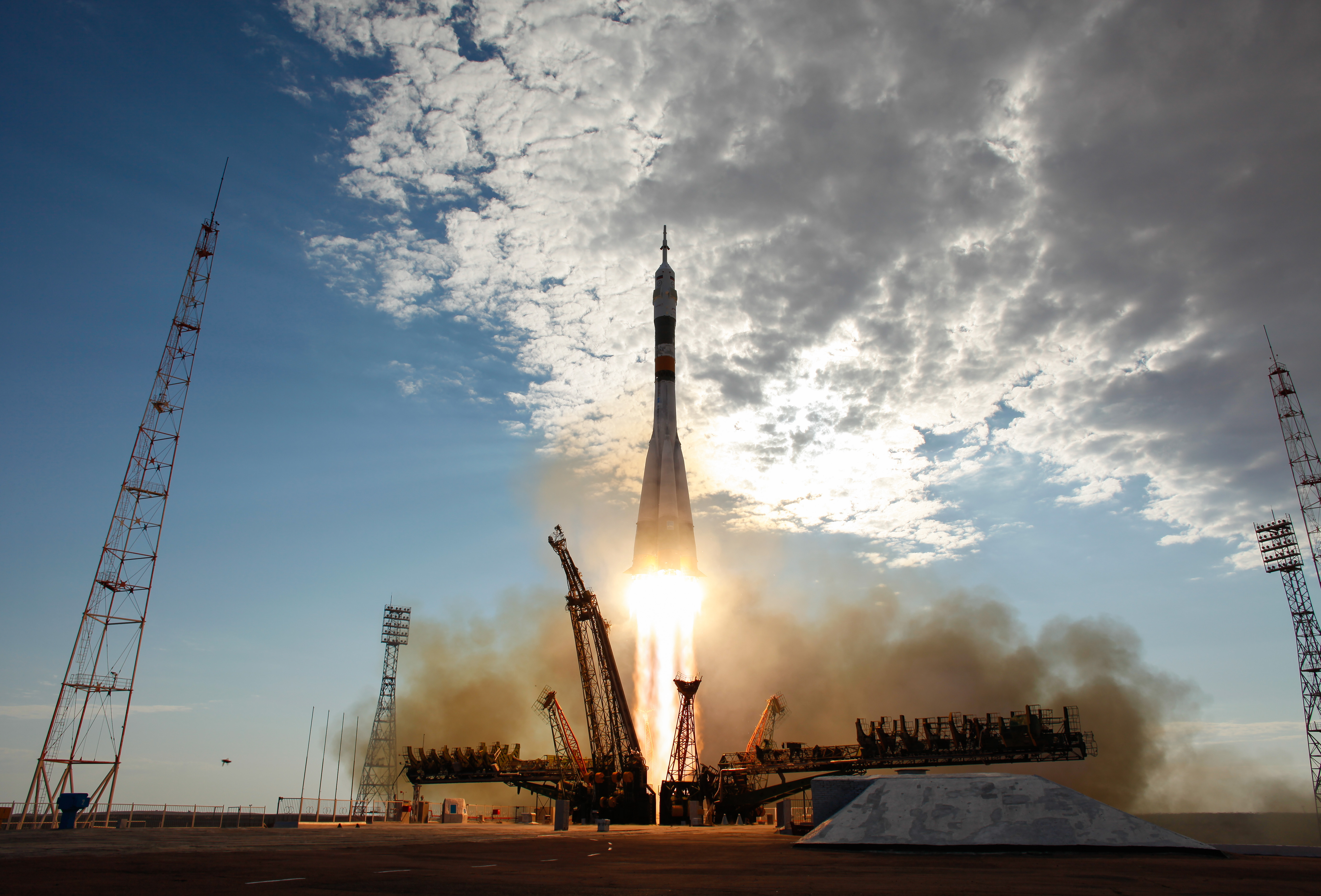
Lançamento da Soyuz TMA-05M de Baikonur em 15 de julho de 2012.
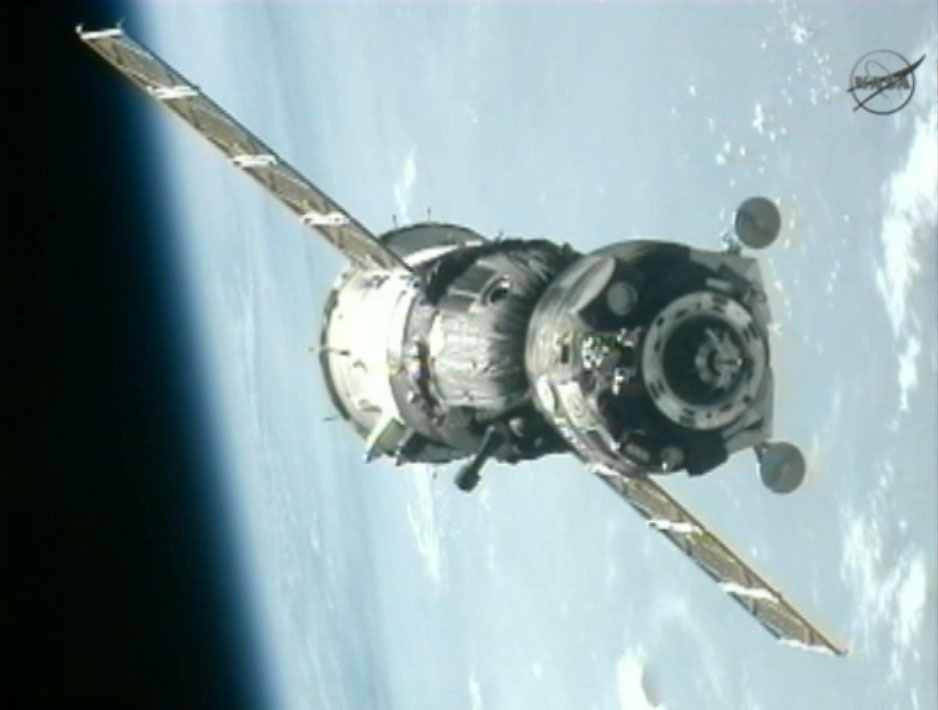
A TMA-05M se aproximando da ISS.
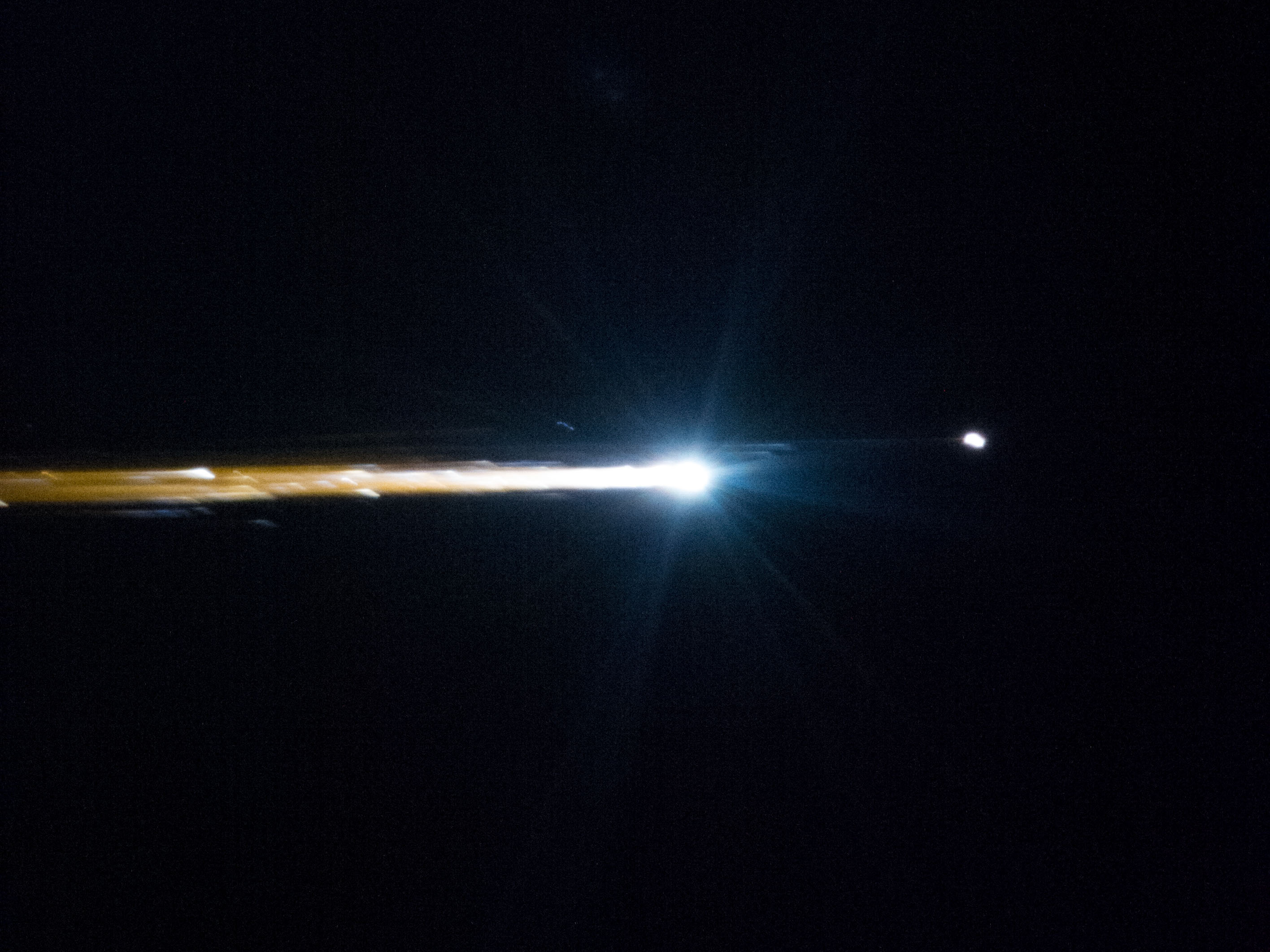
A reentrada da nave na atmosfera vista da Terra.